# Drăgănești (gmina w okręgu Bihor)
Drăgănești – gmina w Rumunii, w okręgu Bihor. Obejmuje miejscowości Belejeni, Drăgănești, Grădinari, Livada Beiușului, Mizieș, Păcălești, Păntășești, Sebiș, Talpe i Țigăneștii de Beiuș. W 2011 roku liczyła 2967 mieszkańców.